# Rhopalomastix
Rhopalomastix (лат.) — род мелких муравьёв (Formicidae) из подсемейства Myrmicinae. 14 видов. Обитают под корой в живых деревьях.

## Распространение
Австралия. Юго-Восточная Азия.

## Описание

### Строение
Мелкие коренастые муравьи (длина около 2—3 мм) коричневого цвета с широкой головой, короткими ногами. Усики рабочих и самок состоят только из 10 члеников (у самцов 12) с очень коротким скапусом и двухсегментной булавой. Формула щупиков: 1,1 или 0,1. Формула шпор: 0,0. Стебелёк между грудкой и брюшком состоит из двух члеников: петиолюса и постпетиолюса (последний четко отделен от брюшка). Жало есть, но сильно редуцировано.

### Особенности биологии
Живут под корой деревьев. Находятся в мутуалистических связях с равнокрылыми насекомыми, сосущими соки растений. Rhopalomastix это единственные (вместе с Melissotarsus) муравьи, связанные со щитовками из семейства Diaspididae.
У Rhopalomastix и Melissotarsus впервые среди всех имаго муравьёв обнаружено выделение шелкоподобной секреции из щелевидных отверстий вдоль переднего края вентральной гипостомы головы у рабочих муравьев.

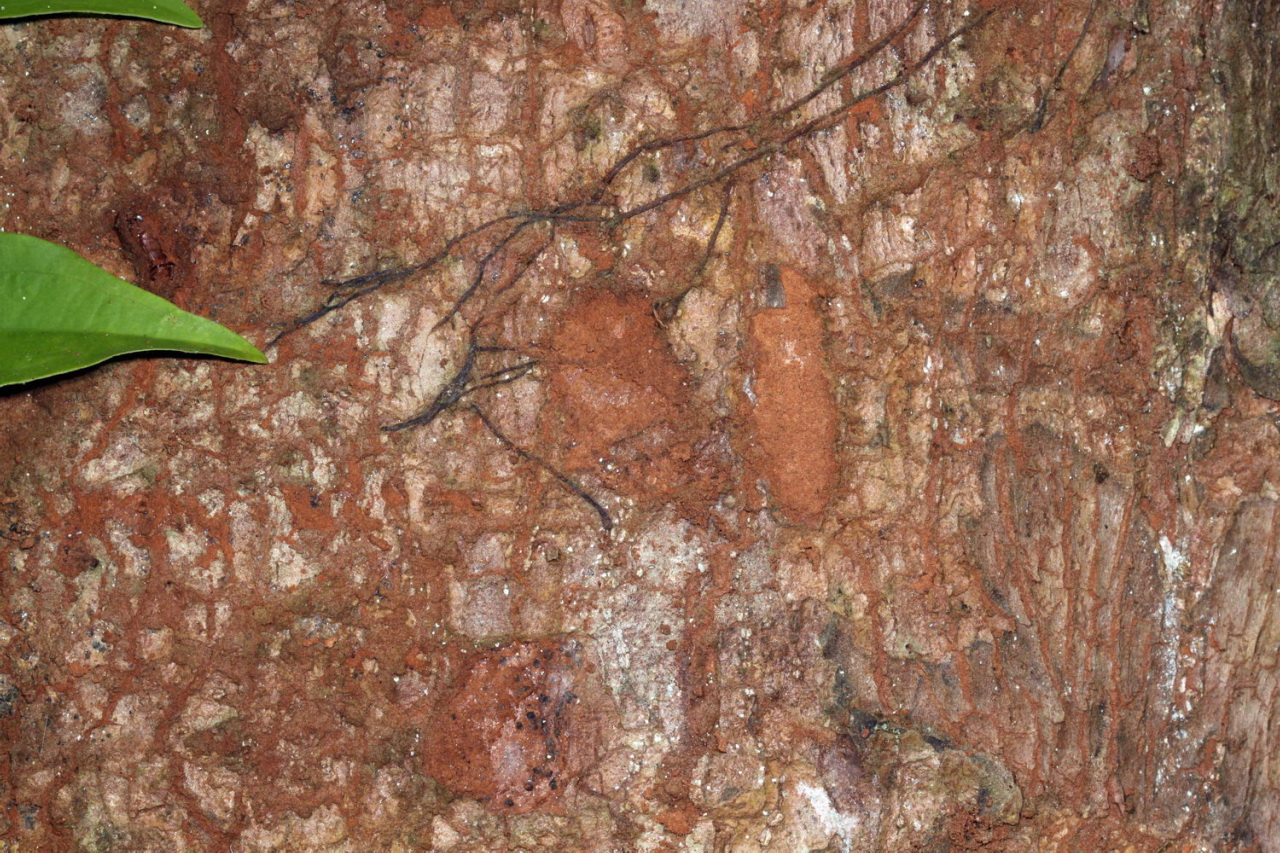
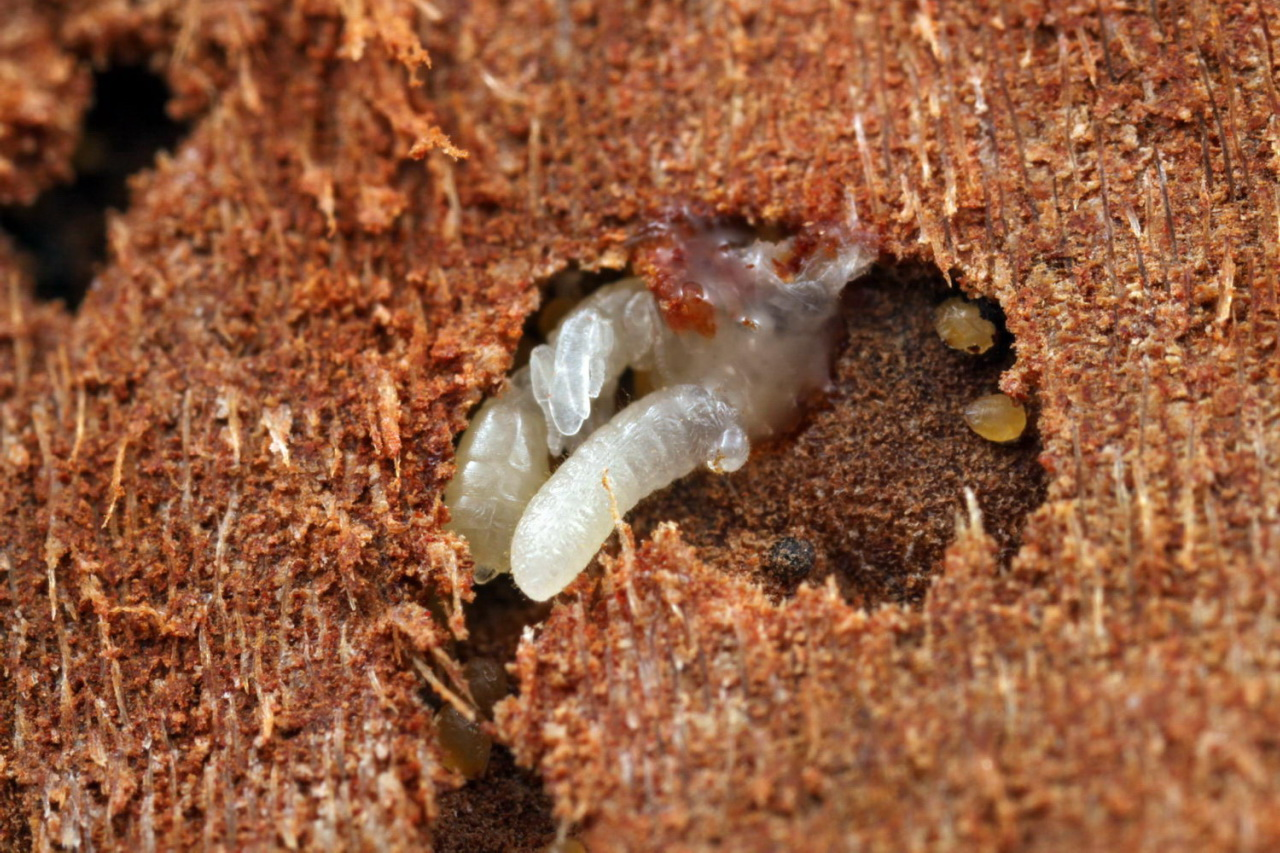
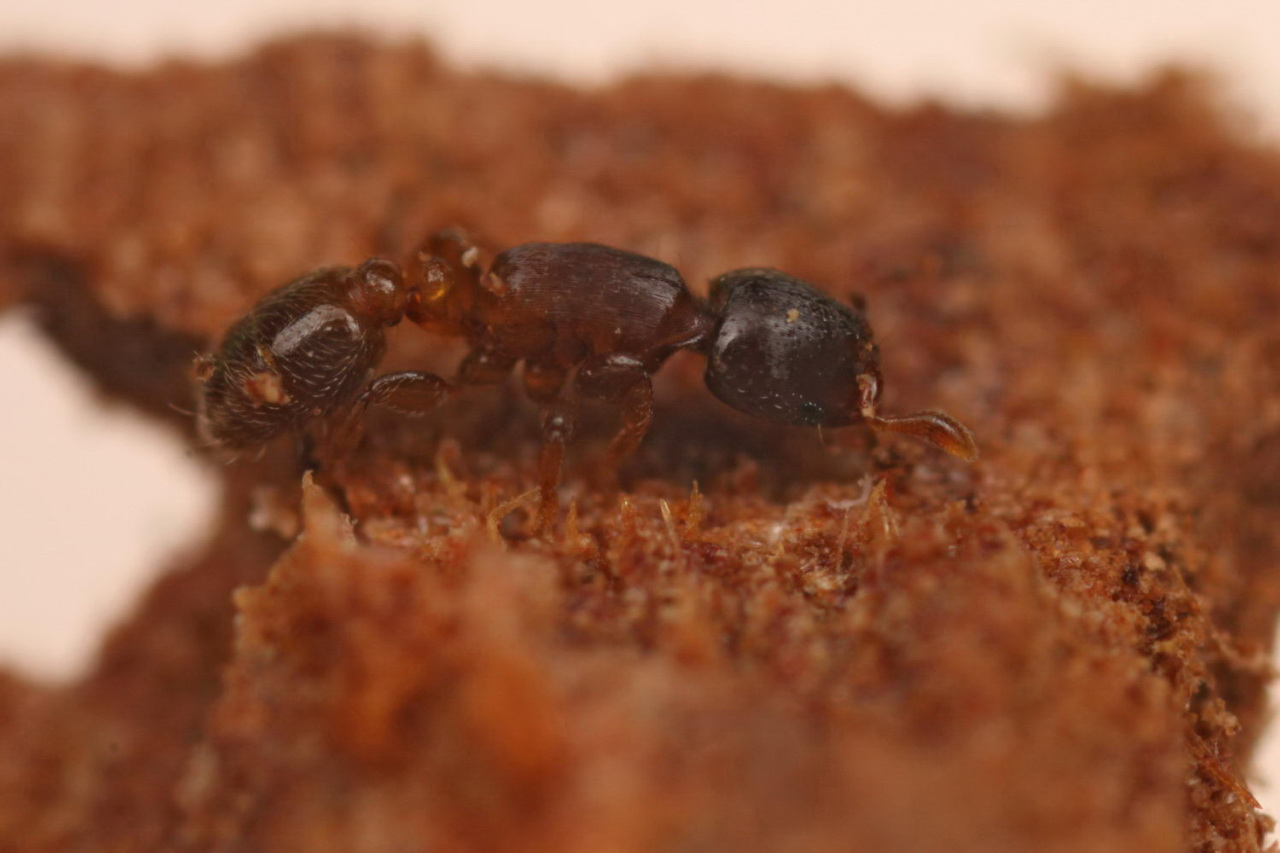
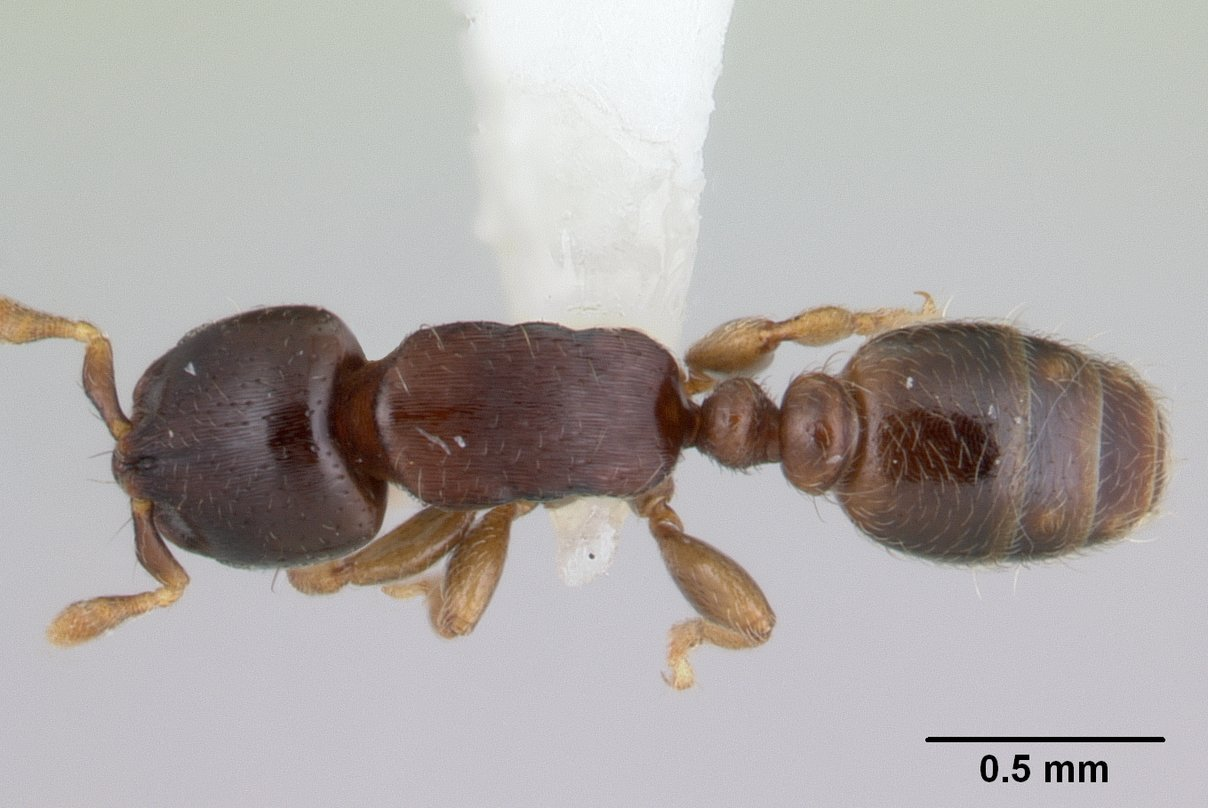
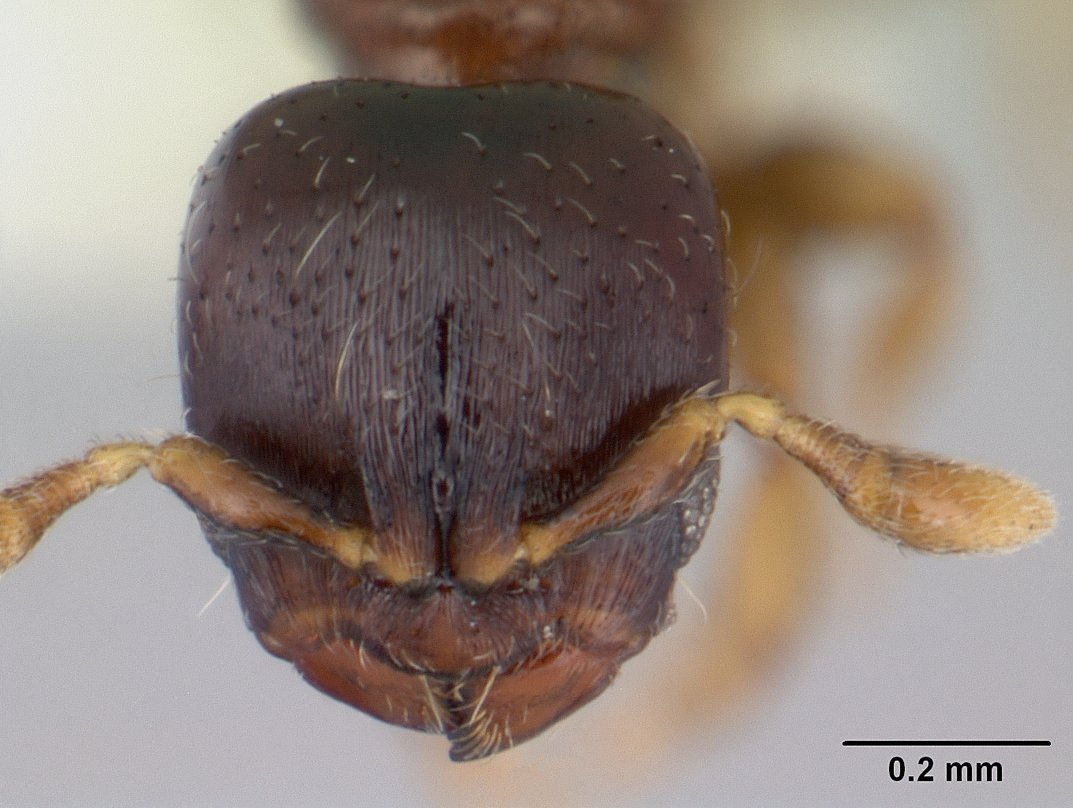

## Систематика
14 видов. Ранее вместе с Melissotarsus эти роды выделяли в отдельную трибу Melissotarsini. В 2015 году было предложено включить её в состав сильно расширенной трибы Crematogastrini (из 10 триб и 64 родов), в которой образует общую кладу с родом Melissotarsus, а они вместе сестринские к родам Calyptomyrmex и Tetramorium.
- Rhopalomastix escherichi Forel, 1911 — Шри-Ланка
- Rhopalomastix glabricephala Wang, Yong & Jaitrong, 2018 — Сингапур[2]
- Rhopalomastix impithuksai  Wang & Jaitrong, 2021 — Бруней, Таиланд[10]
- Rhopalomastix javana  Wheeler W.M., 1929 — Индонезия[11]
- Rhopalomastix johorensis  Wheeler W.M., 1929 — Сингапур
  - =Rhopalomastix janeti Donisthorpe, 1936 — Таиланд
- Rhopalomastix mazu Terayama, 2009 — Тайвань
- Rhopalomastix murphyi Wang, Yong & Jaitrong, 2018 — Сингапур[2]
- Rhopalomastix omotoensis Terayama, 1996 — Япония
- Rhopalomastix parva Wang & Jaitrong, 2021 — Таиланд[10]
- Rhopalomastix robusta Wang & Jaitrong, 2021 — Таиланд[10]
- Rhopalomastix rothneyi Forel, 1900typus — Австралия, Индия, Новая Гвинея
- Rhopalomastix striata Wang, Yong & Jaitrong, 2018 — Сингапур[2]
- Rhopalomastix tenebra Wang, Yong & Jaitrong, 2018 — Сингапур[2]
- Rhopalomastix umbracapita Xu, 1999 — Китай